# モートン・シャンバーグ

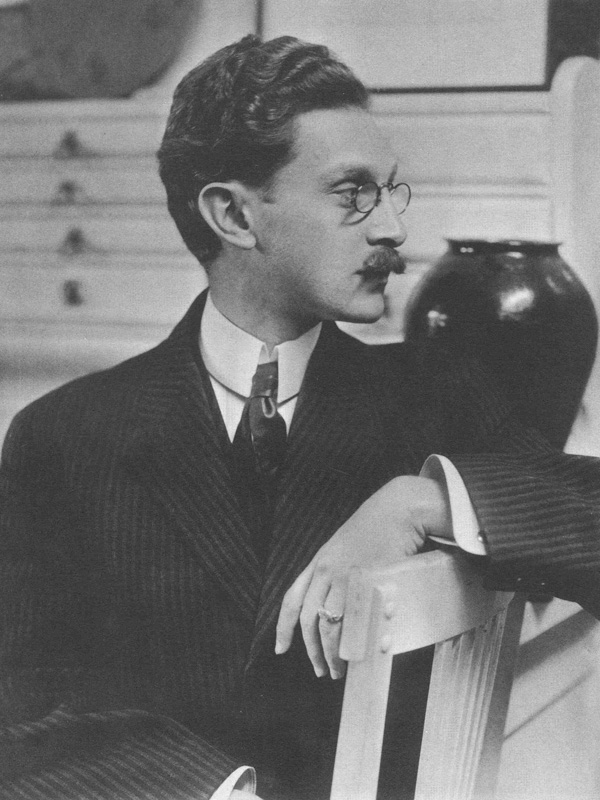
モートン・シャンバーグ

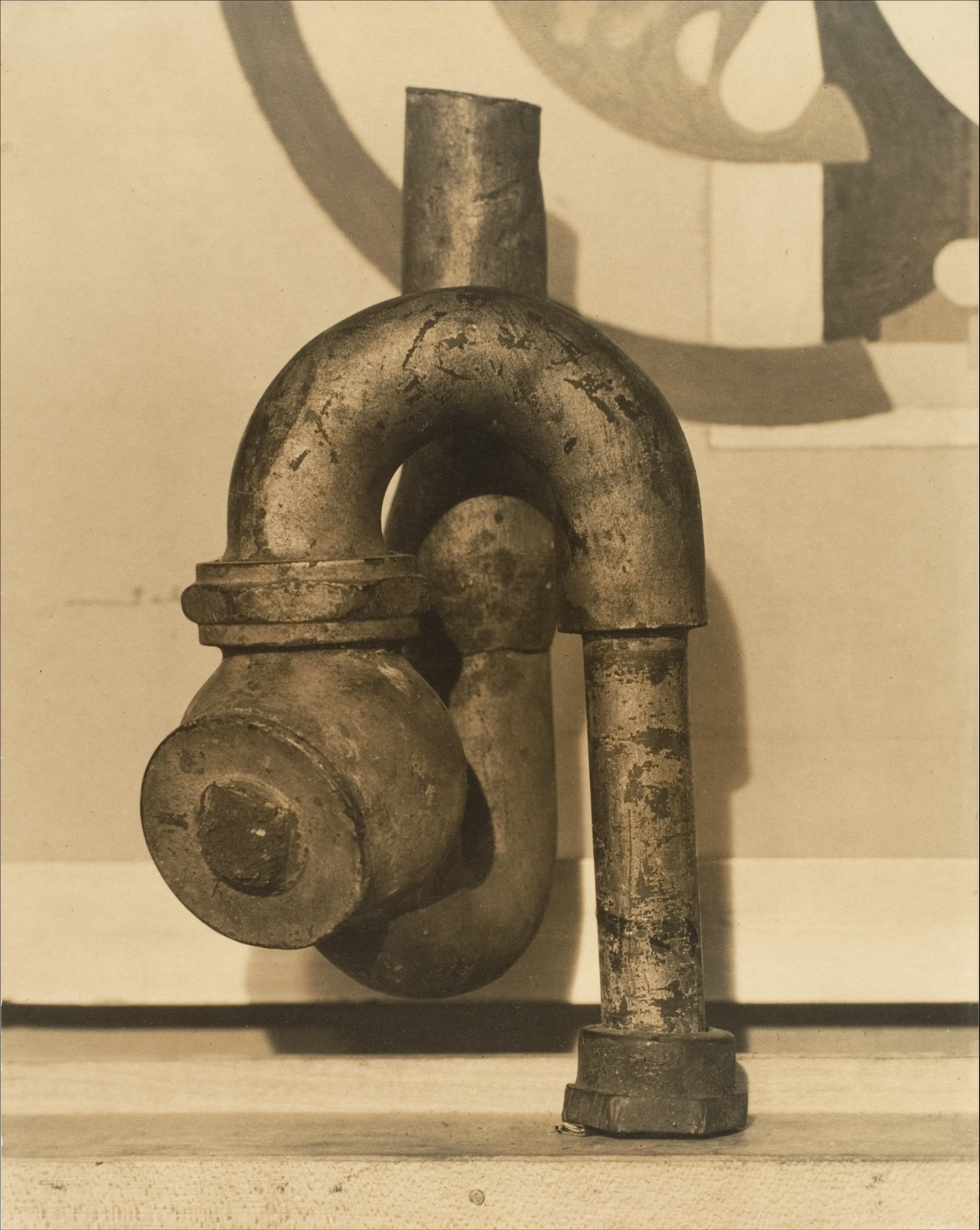

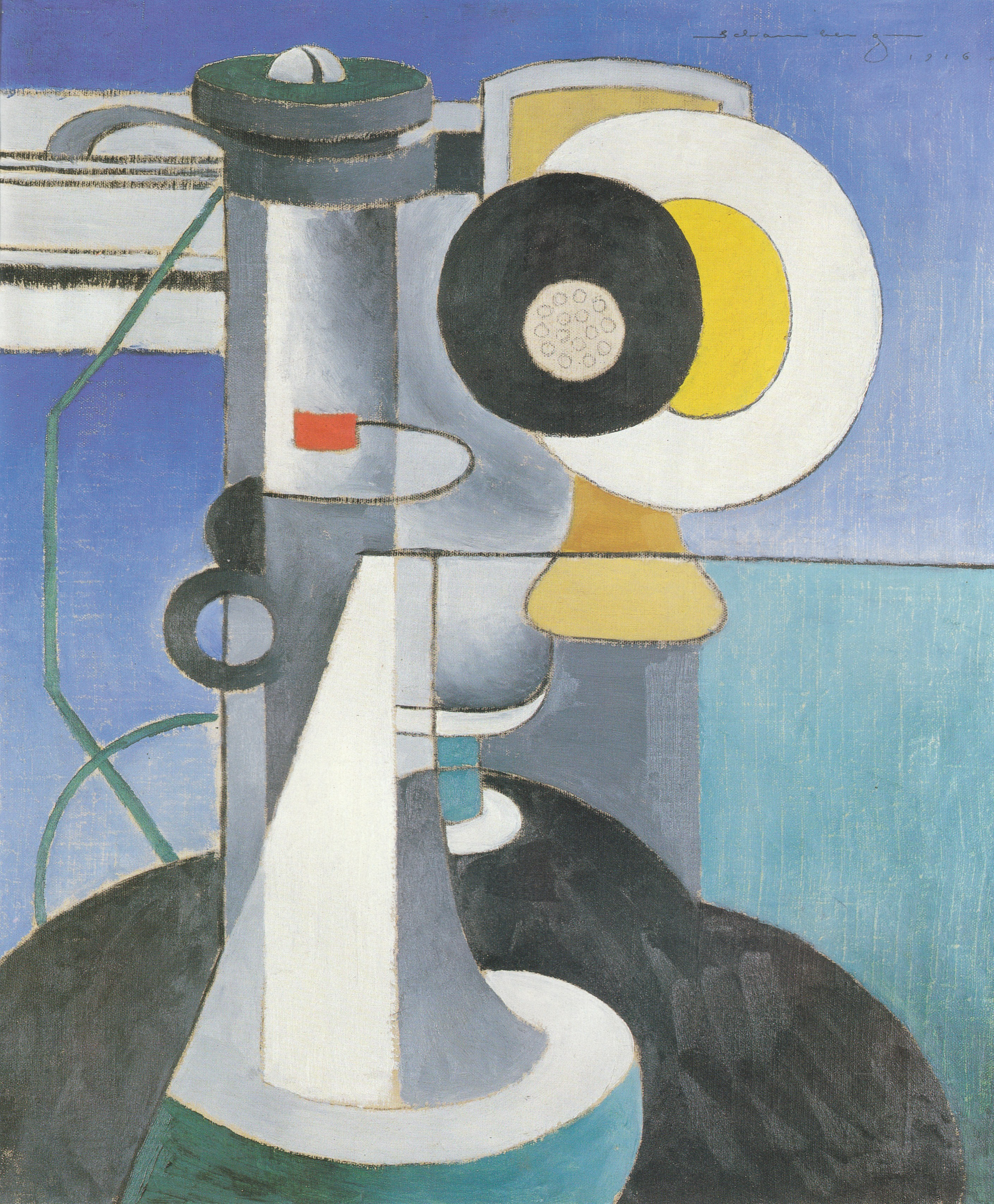
Telephone (1916)

モートン・リヴィングストン・シャンバーグ（Morton Livingston Schamberg, 1881年10月15日 - 1918年10月13日）とは、アメリカのキュビスム、ダダイスムの美術家。アメリカ合衆国ペンシルベニア州フィラデルフィアに生まれ、同じくフィラデルフィアに没する。

## 来歴
シャンバーグは1881年にペンシルベニア州フィラデルフィアで生まれた。 父はドイツ出身のユダヤ人だった。当初は建築を学んだが、美術に転向。1900年代後半のパリで、セザンヌらの美術に触れ、その後キュビスムにも傾倒している。
1913年、アーモリーショーに参加。その後、ウオルター・アレンズバーグの紹介で、マルセル・デュシャンやフランシス・ピカビアと親交をもち、ニューヨーク・ダダのグループに加わる。もっとも早い時期にアメリカで活躍した、アメリカ人のダダイストと見られている。
1918年、フィラデルフィアのホテルに滞在中、父と共にスペイン風邪に罹患し、死亡した。埋葬されたのは、37歳の誕生日の日だった。
キュビスムの作品として、カラフルな色彩の作品を残している。また、ダダの作品としては、水道管のジョイント部分をそのまま作品とした「レディ・メイド」の作品が有名。（以下の「主要な作品」のリンクを参照）

## 主要な作品
- 作品図版 God, 1917年頃
  - 曲がりくねった水道管の接続部とその付近（いずれも金属）をコンクリート製または木製の台の上に置いて固定しただけのレディ・メイドの作品。タイトル「God」の意味と作品そのものとの関係も判然としない（Baroness Elsa von Freytag-Loringhovenとの共作とも言われる）
- 作品図版Telephone, 1916年
- 作品図版カラフルなキュビスム風の風景画
- art-net（図版あり）

## 和書
モートン・シャンバーグに言及した日本語文献。
- トランスアトランティック・モダン―大西洋を横断する美術（村田宏、みすず書房、2002年）[3]